# Акжар (Уїльський район)
Акжа́р (каз. Ақжар) — село у складі Уїльського району Актюбінської області Казахстану. Адміністративний центр Каїндинського сільського округу.
Населення — 610 осіб (2021; 1018 у 2009, 1550 у 1999, 1514 у 1989).